# European Gay and Lesbian Sport Federation
La Fédération sportive européenne gay et lesbienne (EGLSF), est une association sportive européenne fondée en 1989 à Amsterdam. 

## Historique

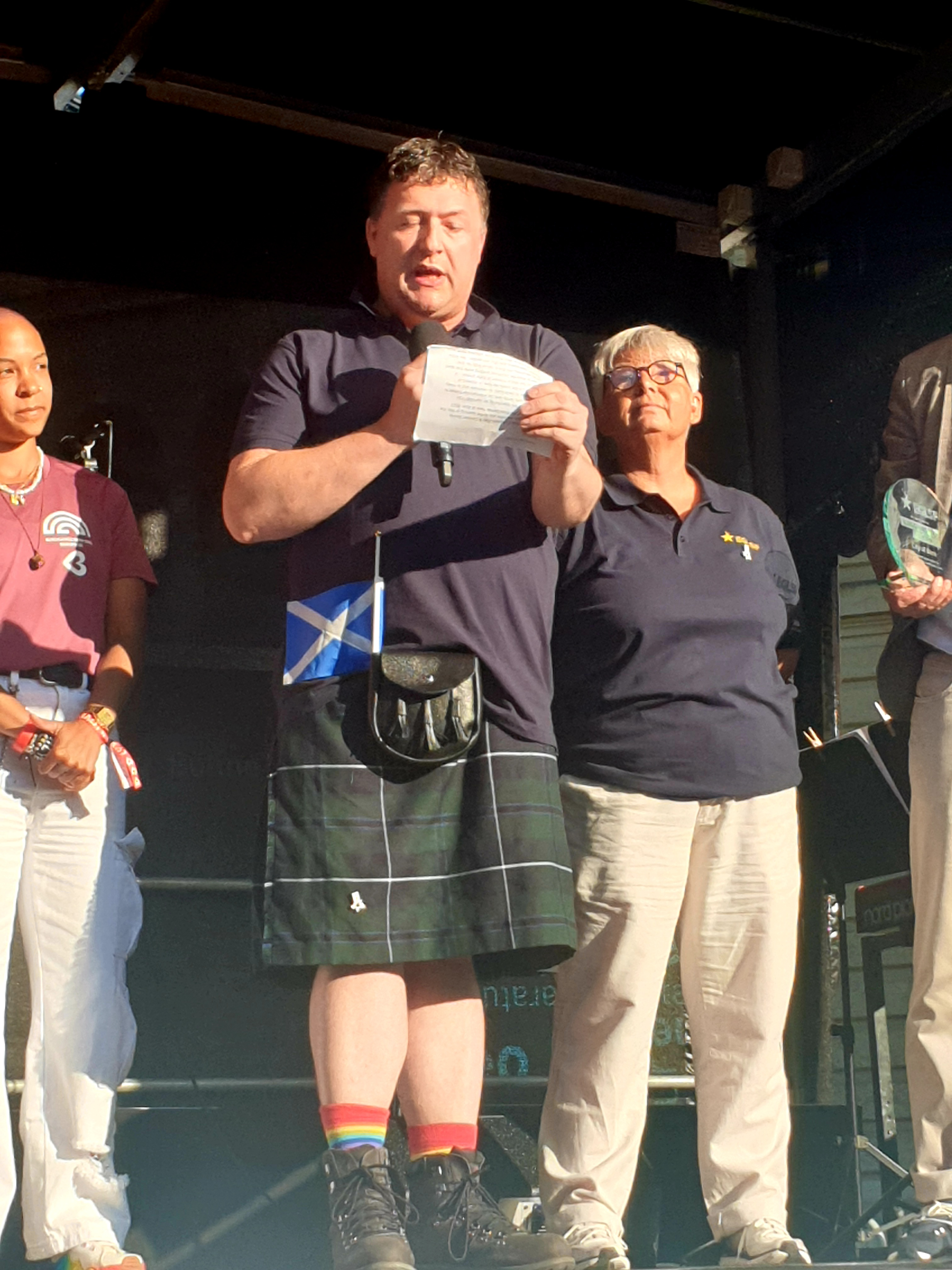
Hugh Torrance et Sarah Townsend, coprésidents de l'EGLSF en 2023, à l'ouverture des Eurogames de Berne.

Avant les années 1980, il existait peu de groupes sportifs pour les personnes LGBT. Les groupes existants évitaient d'attirer l'attention, comme le SC Janus (de) en Allemagne. Dans les années 1980, de nombreux clubs sportifs LGBT se créent, et la première édition des Gay Games a lieu en 1982 à San Francisco. En 1989, des clubs sportifs LGBT ouest-allemands et néerlandais, inspirés par les Gay Games, se réunissent dans la ville de La Haye et y signent les statuts de l'association faîtière EGLSF. Son siège social est à Amsterdam, aux Pays-Bas. 
L'association a depuis sa création élargi sa portée pour couvrir la communauté sportive LGBTQ+ au sens large. En 2023, plus de 120 clubs sportifs LGBT de toute l'Europe lui sont affiliés, comptant plus de 20 000 membres.
Depuis 1992, l'EGLSF célèbre une fois par an un évènement sportif LGBT+ européen : les EuroGames. Il existe deux niveaux d'EuroGames : les EuroGames à grande échelle qui ont lieu tous les quatre ans et les EuroGames à petite échelle qui ont lieu chaque année. En 2000, l'EGLSF indique également avoir pour objectif d'organiser les EuroGames dans des pays moins réceptifs aux droits LGBT.